# Месиаш Невеш, Сержио Рикардо
Сержио Рикардо Месиаш Невеш (или просто Сержио Рикардо; порт.-браз. Sérgio Ricardo Messias Neves; род. 25 мая 1974, Салвадор, штат Баия) — бразильский футболист, выступавший на позиции нападающего. Ныне выступает за шоубольный клуб «Флуминенсе».

## Карьера
Профессиональную клубную карьеру начал в 1995 году и играл за ряд различных бразильских клубов, в том числе и «Коринтианс» и «Васко да Гама». Сержио Рикардо перешёл в турецкий клуб «Фенербахче» в начале сезона 1998/99 годов, а затем передан в аренду Сакарьяспору в январе 1999 года. В начале сезона 1999/00 его снова арендовали на сей раз в саудовский «Аль-Иттихад». Он выиграл Лигу чемпионов АФК с клубом. Он также играл в аренде в катарском клубе «Аль-Садд». В начале 2000-х играл за ряд арабских клубов, за что получил прозвище «Дас Арабиас». Завершил карьеру в 2010 году в клубе «Ботафого». С 2014 года играет в шоубольном клубе «Флуминенсе».

## Достижения

### Командные
«Коринтианс»
- Обладатель Кубка Бразилии: (1) 1995
- Победитель Лига Паулисты: (1) 1995

 «Витория» (Салвадор)
- Победитель Лиги Баияно: (1) 1996

 «Ботафого»
- Победитель Лиги Кариока: (2) 1997, 2010

 «Аль-Ахли» Джидда
- Обладатель Кубка наследного принца: (1) 1998

 «Аль-Садд»
- Обладатель Кубка шейха Яссима: (1) 1999

 «Аль-Хиляль» Эр-Рияд
- Обладатель Кубка наследного принца Саудовской Аравии: (1) 2000
- Обладатель Кубка Саудовской Федерации: (1) 2000
- Победитель Лиги чемпионов АФК: (1) 1999/2000
- Финалист Клубного Кубка чемпионов Персидского залива: (1) 2000

 «Аль-Иттихад» Джидда
- Чемпион Саудовской Аравии: (1) 2002/2003
- Вице-чемпион Саудовской Аравии: (1) 2001/2002

 «Аль-Гарафа» Джидда
- Обладатель Кубка наследного принца Катара: (1) 2005
- Обладатель Кубка шейха Яссима: (1) 2005

 «Аль-Сальмия»
- Обладатель Кубка Кувейта: (1) 2007

### Личные
Лучший бомбардир чемпионата Саудовской Аравии:
- 2005

## Личная жизнь
В мае 2019 года Сержио Рикардо поведал о том, что принял ислам. Видеоролик с соответствующим признанием бразильца в соцсети выложил его бывший одноклубник, саудовский футболист Мухаммад Сувейд. Через несколько дней он вместе с ним совершил малое паломничество – умру.